# Sri-lankische Cricket-Nationalmannschaft in Neuseeland in der Saison 1994/95
Die Tour der sri-lankischen Cricket-Nationalmannschaft nach Neuseeland in der Saison 1994/95 fand vom 11. März bis zum 1. April 1995 statt. Die internationale Cricket-Tour war Bestandteil der Internationalen Cricket-Saison 1994/95 und umfasste zwei Tests und drei ODIs. Sri Lanka gewann die Test-Serie 1–0, während Neuseeland die ODI-Serie 2–1 gewann.

## Vorgeschichte
Neuseeland spielte zuvor einen Test gegen Südafrika, Sri Lanka ein Vier-Nationen-Turnier in Südafrika
Das letzte Aufeinandertreffen der beiden Mannschaften fand in der Saison 1992/93 in Sri Lanka statt.

## Stadien
Die folgenden Stadien wurden für die Tour als Austragungsort vorgesehen.
| Stadion         | Stadt        | Kapazität | Spiele  |
| --------------- | ------------ | --------- | ------- |
| Eden Park       | Auckland     | 50.000    | 3. ODI  |
| Lancaster Park  | Christchurch | 38.628    | 1. ODI  |
| University Oval | Dunedin      | 6.000     | 2. Test |
| Seddon Park     | Hamilton     | 10.000    | 2. ODI  |
| McLean Park     | Napier       | 22.500    | 1. Test |

## Kaderlisten
Die folgenden Kader wurden von den Mannschaften benannt.
| Test | Test | ODI | ODI |
| Neuseeland | Sri Lanka | Neuseeland | Sri Lanka |
| --- | --- | --- | --- |
| - Stephen Fleming - Mark Greatbatch - Gavin Larsen - Danny Morrison - Darrin Murray - Dion Nash - Adam Parore - Dipak Patel - Chris Pringle - Ken Rutherford - Murphy Su'a - Shane Thomson - Kerry Walmsley - Bryan Young | - Chamara Dunusinghe - Asanka Gurusinha - Muttiah Muralitharan - Ravindra Pushpakumara - Arjuna Ranatunga - Arjuna Ranatunga - Dulip Samaraweera - Hashan Tillakaratne - Chaminda Vaas - Pramodya Wickramasinghe - Aravinda de Silva | - Nathan Astle - Chris Cairns - Stephen Fleming - Mark Greatbatch - Gavin Larsen - Adam Parore - Dipak Patel - Chris Pringle - Ken Rutherford - Murphy Su'a - Shane Thomson - Justin Vaughan - Bryan Young | - Janak Gamage - Asanka Gurusinha - Sanath Jayasuriya - Ruwan Kalpage - Chaminda Mendis - Muttiah Muralitharan - Ravindra Pushpakumara - Arjuna Ranatunga - Arjuna Ranatunga - Jayantha Silva - Hashan Tillakaratne - Chaminda Vaas - Aravinda de Silva |

## Tests

### Erster Test in Napier
| 11. – 15. März Scorecard | Napier | Sri Lanka 183 (69) & 352 (144.3) | – | Neuseeland 109 (42.5) & 185 (84.4) |
|                          |        | Sri Lanka gewinnt mit 241 Runs   |   |                                    |

### Zweiter Test in Dunedin
| 18. – 22. März Scorecard | Dunedin | Sri Lanka 233 (87.5) & 411 (168.4) | – | Neuseeland 207 (139) & 0-0 (0.1) |
|                          |         | Remis                              |   |                                  |

## One-Day Internationals

### Erstes ODI in Christchurch
| 26. März Scorecard | Christchurch (AMI) | Neuseeland 271-6 (50)          | – | Sri Lanka 238 (47.5) |
|                    |                    | Neuseeland gewinnt mit 33 Runs |   |                      |

### Zweites ODI in Hamilton
| 29. März Scorecard | Hamilton | Neuseeland 280-6 (50)                           | – | Sri Lanka 117-6 (31/31) |
|                    |          | Neuseeland gewinnt mit 57 Runs (Revised Target) |   |                         |

### Drittes ODI in Auckland
| 1. April Scorecard | Auckland | Sri Lanka 250-6 (50)          | – | Neuseeland 199 (46.3) |
|                    |          | Sri Lanka gewinnt mit 51 Runs |   |                       |